# Divisão N.º 10 (Manitoba)
A Divisão N.º 10 é uma das vinte e três divisões do censo da província de Manitoba no Canadá. A área faz parte da Região das Planícies Centrais, no sul de Manitoba. A base econômica da região é a agricultura, pecuária e manufatura.